# دخانية بيضاوية
دخانيَّة بيضاويَّة أو شجرة الدخان الأمريكية (الاسم العلمي: Cotinus obovatus)، نوع من النباتات النادرة المُزهرة المنتمية إلى جنس الدخانية وفصيلة البطمية. موطنه أوكلاهوما وتكساس وأركنساس وميسوري وألاباما وتينيسي. وهي شجيرة نفضية مخروطية الشكل يصل ارتفاعها إلى 10 أمتار (33 قدمًا) وعرضها 8 أمتار (26 قدمًا)، أوراقها بيضاوية
```
الشكل يصل طولها إلى 12 سم (5 بوصات). تنتج عناقيد من الزهور ذات لون وردي رمادي في 
الصيف
، وتتحول أوراقها إلى القرمزي اللامع في 
الخريف
؛ يعتبره الكثيرون لون الخريف الأكثر حدة من أي شجرة. أتت تسمية الدخان بسبب العناقيد المشعرة على سيقان الزهور الواهنة.
[
3
]
 الطلب عليها شديد وتُزرع في الحدائق النباتية في جميع أنحاء 
العالم
.
[
4
]
[
5
]
```

الكلمة اللاتينية "obovatus" تعني «على شكل بيضة مقلوبة»، وتشير إلى الشكل البيضاوي الواسع للأوراق. خَشَبُ القَلْبِ هو أصفر لامع. قد تواجه الأنواع الانقراض في البرية.